# Ханифи
Ханифите са монотеисти в древна Арабия, съществували допреди пророка Мохамед да се роди.
Макар и неевреи и нехристияни, те вярвали в наличието на едно-единствено божество и отричали идолопоклонничеството, характерно за доислямска Арабия. Считали своето учение за основоположено от Авраам, който според тях е построил Каабата в Мека.
Думата „ханиф“ има арамейски корен. В арамейския език и иврита „ханиф“ има значение на езичник. В съзнанието на съвременниците на пророка Мохамед ханифите са близки по разбирания на първите мюсюлмани.